# Нахимсон, Семён Михайлович
Семён Миха́йлович Нахимсо́н (псевд.: Михальчи, Павел Салин; 13 [25] ноября 1885, Либава, Курляндская губерния, Российская империя — 6 июля 1918, Ярославль) — участник революционного движения в России, военный комиссар Ярославского округа.

## Биография

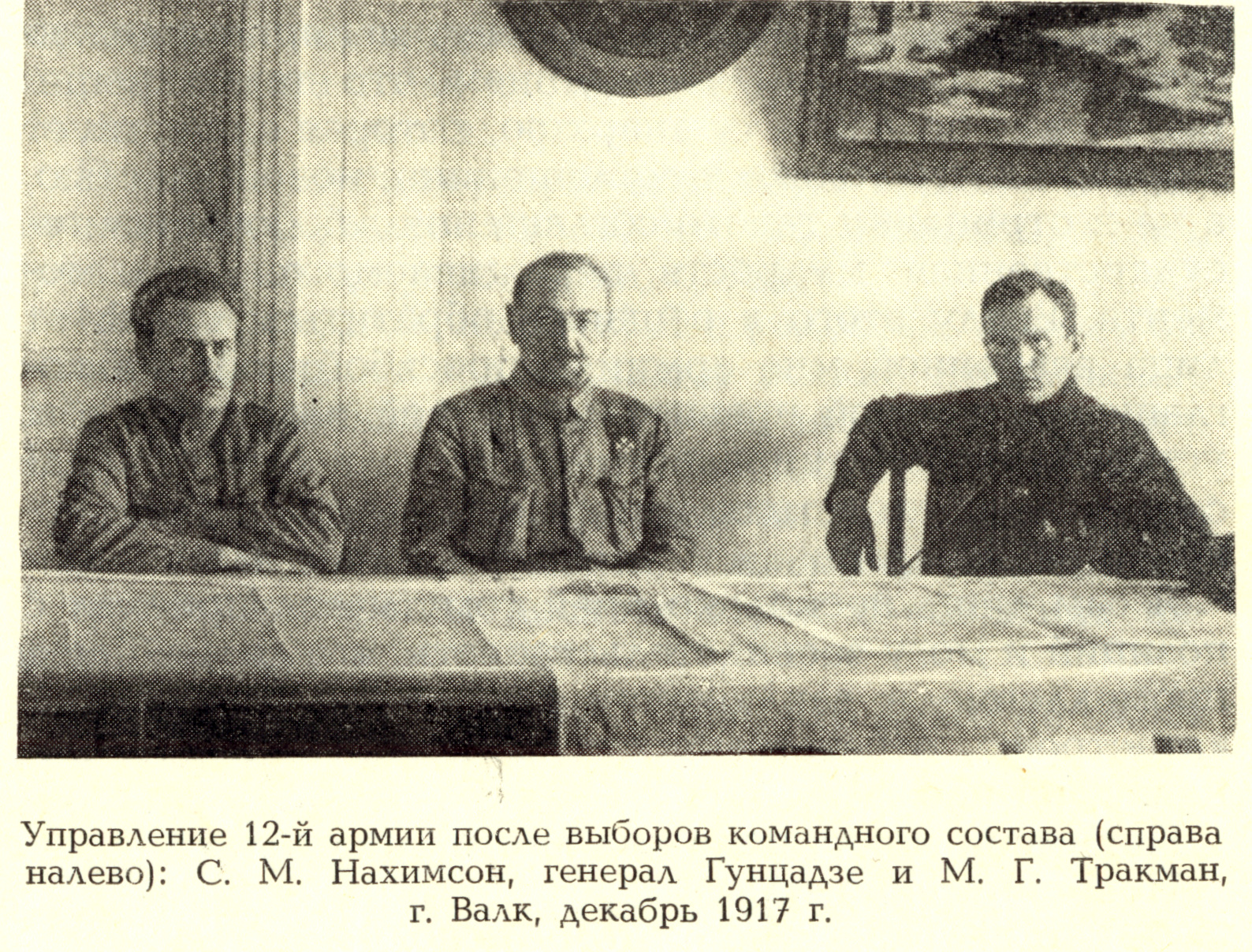
Управление 12-й армии. Валка, декабрь 1917 года

Родился 13 (25) ноября 1885 в Либаве в многодетной еврейской семье поверенного по судебным делам Михаила Юлиановича Нахимсона и Рашель (Рахили) Семёновны Мандель. Трое братьев Семёна получили высшее образование за рубежом и вернулись в Российскую империю: старший брат Григорий — горный инженер; младшие братья: Фёдор (1887—1939) — юрист, будущий заместитель председателя Уголовно-судебной коллегии Верховного суда и Вениамин (1891—1942) — инженер-электрик.
Получил среднее образование в гимназиях Либавы и Петербурга.
К 1902 году — ученик недавно открытого Либавского коммерческого училища. Училище было учреждено Либавским биржевым обществом (комитетом) в октябре 1900 года. В него принимали детей из купеческих семей. Срок обучения составлял три года. В 1902 году примкнул к Бунду.
В июне 1904 года в Либаве была образована Латвийская социал-демократическая рабочая партия (ЛСДРП), на основе подпольно существовавшей с 1901 года Лиепайская социал-демократической организации. С 1904 Нахимсон состоял в Социал-демократической организации Латвии.
С января 1905 года — один из руководителей Либавского рабочего центра — военно-революционной организации, объединявшей представителей Латвийской социал-демократической рабочей партии, местной группы РСДРП и Бунда. Либавский комитет РСДРП стремился вести агитацию не только среди рабочих, но и среди моряков военно-морской базы порт Александра III. В качестве агитаторов-пропагандистов от комитета РСДРП к матросам отправились Янис Лутер, Ян Ленцман и Семён Нахимсон. Также с января 1905 года Нахимсон начал тесно общаться с старшим унтер-офицером 178-го пехотного полка 45-й пехотной дивизии К. Ф. Бурутиным, примкнувшему к Литовской СДРП. Вместе они занимались организацией боевых дружин, выпуске революционных прокламаций, вели пропаганду среди солдат, прежде всего солдат-евреев.
В мае 1905 года во время массовой первомайской забастовки в Либаве был образован Военный совет — организация, в которую вошли представители от Латышской социал-демократической рабочей партии (ЛСДРП), местной группы РСДРП и Бунда. 19-летний Семён Нахимсон избран председателем Военного совета. Принимал активное участие в организации боевых дружин, выпуске революционных прокламаций, вёл пропаганду среди рабочих и солдат. 15-18 июня (28 июня – 1 июля) 1905 года произошло восстание либавского гарнизона, которое было быстро подавлено. В августе 1905 года за подготовку восстания Нахимсон подлежал аресту, но успел скрыться за границу.
Уехал в Швейцарию, в город Берн. Там поступил учиться в Бернский университет. К тому времени большинство российских студентов в Берне были евреями, которые в Российской империи не могли получить образование из‑за процентной нормы. Также Берн в то время был одним из центров русской политической эмиграции. Однако уже в 1906 году Нахимсон вернулся в Россию.
В октябре 1906 года Нахимсон приехал в Ковно под псевдонимом «Павел». Совместно с Петром Чистяковым он образовал так называемый комитет Ковенской (Каунасской) военной организации при объединённой социал-демократической партии, то есть Бунда, РСДРП и впоследствии Литовской СДРП. Нахимсон стал активным руководителем Каунасской военной организации. Устроил несколько вечеров со сбором денег в пользу партии, от которых 15-20 % отчисляли в пользу военной организации. С приходом войск на зимние квартиры члены организации завязывали связи среди военных. Планировалось распространение агитационных газет и мелких брошюр среди военных, а затем создание своего комитета в каждой роте, а из них — комитет полка. Однако в Ковно полиция взяла его под надзор.
В апреле—мае 1907 года был делегатом от Каунасской военной организации РСДРП и Бунда на V съезде РСДРП в Лондоне. На съезде был под псевдонимом Салин.
Летом 1907 года вернулся из эмиграции в Ковно, где стал членом местного комитета РСДРП. Вскоре Ковенская военная организация была разгромлена, Нахимсон бежал в Брест-Литовск Гродненской губернии. Там он недолго вёл подпольную работу, и опасаясь ареста, выехал за границу.
С конца 1907 года в эмиграции в Швейцарии, снова в Берне, где продолжил учился в Бернском университете.
В 1909 году студентом вступил в Бернскую группу содействия Бунду, откуда был вскоре исключён за пощёчину, нанесённую председателю этой группы Ленскому.
В 1911 году окончил философский факультет Бернского университета со званием «Доктор философии и экономики». Дополнительно прослушал курс лекций на медицинском факультете.
В июле 1912 года вернулся из Швейцарии в Россию, в Санкт-Петербург, и продолжил работу в организациях Бунда и РСДРП. Сначала был меньшевиком, потом стал большевиком (в период между 1912 и 1918 гг.). Работал в Санкт-Петербурге, Москве и других городах, сотрудничал в «Звезде» и «Правде». В газете «Звезда» от 11 марта 1912 года было напечатано под псевдонимом П. Салин его стихотворение-фельетон «Кадет».
Поступил вольнослушателем в Петербургский психоневрологический институт, открытый в 1908 году. К 1912 году институт считался властями города «революционным гнездом», а министр народного просвещения Л. А. Кассо рекомендовал его закрыть.
В конце июня 1913 года Нахимсон в Москве, участвовал в IV Всероссийском съезде торгово-промышленных служащих. 17 (4) июля съезд был закрыт, а 18 (5) июля 1913 года несколько членов бюро социал-демократической группы, среди которых был и Нахимсон, собрались на Воробьёвых горах, где их задержала полиция. Все они были подвергнуты административной высылке из Москвы на два года. Нахимсон был выслан в Либаву сроком на 2 года с последующим запретом на проживание в 58 населенных пунктах Российской империи. 25 сентября 1913 года вместе с братом Фёдором арестован в Либаве, около месяца находился в заключении. После освобождения получил запрет на выезд из Либавы и был обязан каждый день отмечаться в полиции.
Летом 1914 года с началом войны покинул Либаву без разрешения полиции (царило мнение, что «Либаву скоро возьмут»). До сентября 1914 года находился в Санкт-Петербурге, затем в Кременчуге.
В конце 1915 года был мобилизован на военную службу. Служил заведующим медицинской частью санитарного вагона, младшим врачом санитарного отряда Всероссийского союза городов, действовавшего на Юго-Западном фронте. Получил специальное воинское звание «зауряд-военный врач» (примерно соответствующее чину «подпрапорщик»).
2 февраля 1917 года Владимир Ленин в письме к Инессе Арманд упомянул Нахимсона: «Бернский каутскианец и ОКист Нахимсон выпустил в Берне брошюрку <...> (поганейшая каутскианско-окистская вещь! Ну, я ему отвечу! Он будет доволен!), где старается стравить меня и Собельсона, как и Цедербаум старался это сделать вчера.»
В феврале 1917 года арестован в Несвиже совместно с несколькими солдатами-евреями. По одной версии - по ложному обвинению в шпионаже, по другой — за большевистскую пропаганду.
В дни Февральской революции освобождён.
В марте 1917 года в качестве делегата Юго-Западного фронта направлен в Петроград.
14 апреля 1917 года избран в состав Петроградского комитета РСДРП(б). Делегат VI съезда РСДРП(б).
С 27 мая по 5 июня в Петрограде происходили выборы в районные думы, это были первые выборы после Февральской революции. При этом районы были образованы новые, «советские». 27 мая состоялись выборы нового исполкома Совета 1-го Городского района (объединял Литейную, Рождественскую, Александро-Невскую и Московскую части), из 11 членов 7 были большевиками. Так Нахимсон был избран от большевиков в совет 1-го Городского района. В совете он стах председателем. Затем С. М. Нахимсон и большевик Н. К. Беляков стали представителями 1-го Городского района в исполнительном комитете Петроградского совета. Будучи в должности председателя 1-го Городского райкома Нахимсон входил в Петроградский комитет РСДРП (б).
Член военной секции Петроградского совета. 27 мая 1917 года избран членом Центрального Исполнительного Комитета Совета рабочих и солдатских депутатов Петрограда.
В августе 1917 года ЦК РСДРП(б) командировало Нахимсона в действующую армию — на Северный фронт. Там он разъездной агитатор; редактор большевистской военной газеты «Окопная правда» (потом «Окопный набат»). Во многом благодаря его усилиям 12-я армия превратилась в неуправляемую толпу дезертиров, обвинялся в предательстве и сдаче Риги немцам в августе 1917 года.
21 августа (3 сентября) 1917 немецкие войска захватили Ригу.
В сентябре 1917 года на перевыборах исполкома солдатской секции большевики получили девять мест. Среди избранных были сам Семён Михайлович, А. А. Копяткевич, К. А. Мехоношин и другие видные большевики того времени.
18 октября 1917 года Нахимсон вошёл в состав военно-революционного комитета 12-й армии Северного фронта.
20 октября (2 ноября) 1917 года большевик Нахимсон избран комиссаром латышских стрелковых полков.
После вооружённого восстания в Петрограде 24—26 октября (6—8 ноября) 1917 года и свержения Временного правительства большевики стремились установить власть в действующей армии. 26 октября 1917 года на II Всероссийском съезде Советов была принята директива образовывать в войсках военно-революционные комитеты и смещать комиссаров Временного правительства. В 12-й армии через газету «Латышские стрелки» от 28 октября 1917 года был распространён манифест военно-революционного комитета 12-й армии с призывом о поддержке вооруженного восстания в Петрограде и борьбе с контрреволюцией.
10 ноября, накануне съезда Советов 12-й армии, Нахимсон просил прислать на съезд М. М. Лашевича или Н. В. Крыленко. 14-15 (27-28) ноября 1917 на чрезвычайном съезде Советов 12-й армии в Вендене (ныне Цесис) состоялись выборы нового исполкома Совета солдатских депутатов 12-й армии Северного фронта (Искосол). 80 % его составили большевики во главе с комиссаром латышских стрелков Нахимсоном. Нахимсон был 14 ноября избран председателем исполкома Совета солдатских депутатов (Искосол). Искосол, вскоре переименованный в Совет солдатских депутатов 12-й армии, объявил себя единственной властью в районе расположения армии. Новый Искосол под председательством Нахимсона издал инструкцию о советских комиссарах, предложил сместить всех комиссаров Временного правительства и назначить своих, большевиков.
Петроградский военно-революционный комитет назначил Нахимсона комиссаром военно-революционного комитета района 12-й армии. Комиссар Временного правительства поручик Ю. М. Соболь был смещён. 17 ноября Армейский комитет, возглавляемый большевиком А. Н. Войтовым, утвердил временное положение о советских комиссарах, согласно которому «комиссар армии являлся представителем государственной власти».
18 декабря 1917 года приказом Главнокомандующего войск завесы назначен политическим комиссаром Латышского корпуса.
Делегат I и II Всероссийских съездов Советов, на II Съезде избран членом ВЦИК. Участник заседания Учредительного собрания 5 (18) января 1918 года.
В декабре 1917 года петроградская газета «День» опубликовала статью известного журналиста Л. Львова «Ещё один» о С. М. Нахимсоне, рисующую неблаговидный образ псевдореволюционера, якобы замешанного в нарушениях финансовой дисциплины и распространении ложных сведений о своей биографии. Армейская следственная комиссия из представителей разных партийных фракций, назначенная по категорическому требованию самого С. М. Нахимсона, всесторонне исследовала все предъявленные обвинения, подробно разобрала всю политическую деятельность революционера и признала все обвинения клеветническими. 12 марта 1918 года полностью реабилитирован общим собранием Искосола-12 с требованием немедленного опубликования решений следственной комиссии.
В январе-феврале 1918 года совместно с бывшим генералом Ф. Ф. Новицким руководил формированием первых в Республике частей Красной Армии.
22 марта 1918 года по подозрению в утаивании 10 тысяч рублей в период февральского отступления был подвергнут домашнему аресту в городе Рыбинске с отстранением от всех ответственных должностей. 8 апреля 1918 года Следственная комиссия при Рыбинском Революционном трибунале постановила: «Дело прекратить и всецело реабилитировать незапятнанную революционную честь товарища С. М. Нахимсона от каких бы то ни было злостных клеветнических нападков».
20 марта 1918 года в здании Биржи города Рыбинска прямо на заседании суда Революционного трибунала заместитель председателя Искосола-12 Ю. А. Шимелиович, выступавший защитником по делу Н. Я. Полянского и А. Е. Добротворского, произвёл три выстрела из пистолета в С. М. Нахимсона, выступавшего обвинителем, но не попал.
21 мая 1918 года вызван в Москву распоряжением Совета Труда и Обороны. 30 мая 1918 года назначен военным комиссаром (по линии ЦК РКП(б)) крупнейшего в Советской России Ярославского военного округа. Развернул активную мобилизационную работу, добился формирования и отправки на чехословацкий фронт ряда «внеочередных» дивизий.
С 4 июля 1918 года председатель Ярославского губисполкома. Убит восставшими (по одной из версий — зарублен шашками в гостинице «Бристоль») в самом начале Ярославского восстания 6 июля 1918 года. Похоронен на Марсовом поле в Петрограде.

## Память
С 1918 по 1944 год имя Нахимсона носили Владимирский проспект и площадь в Ленинграде. В проекте станция метро «Владимирская» называлась «Площадь Нахимсона».
Улицы Нахимсона есть в городах Иваново, Смоленске, Старой Руссе, Павловске и Петергофе (С.-Петербург), Невеле (Псковская обл.), Окуловке (Новгородская обл.) и ряде других городов и посёлков. Один из ручьёв, протекающих в Петергофском парке, носит название канавка Нахимсона. С августа 1984 года имя Нахимсона носит также улица в Ярославле. До 1993 года имя Нахимсона носила улица в Рыбинске (ныне — Малая Казанская).

## Интересные факты

Лиепая, ул. Рожу 25. В этом доме родился и вырос Семён Нахимсон

- Погоны зауряд-врача (специальное звание на уровне чина «подпрапорщик»), установленные в 1894 году, почти не отличались от погон капитана. Благодаря этому чисто внешнему обстоятельству мобилизованный студент-медик приобретал существенный вес в военной среде (самый яркий пример — карьера заместителя председателя Реввоенсовета Э. М. Склянского).
- Один из братьев С. М. Нахимсона — Вениамин Михайлович Нахимсон служил главным инженером на 3-й Государственной электрической станции в Петрограде. В октябре 1917 года в ночь Октябрьского переворота В. М. Нахимсон по личной просьбе В. И. Ленина перекрыл электроэнергию, оставив в разведённом состоянии основные мосты. В то время, как на дальних подступах к столице латышские стрелки, управляемые С. М. Нахимсоном, блокировали отправку правительственных войск в Петроград, его родной брат — В. М. Нахимсон оградил от возможного «усмирения» непосредственно центр города, захватываемый большевиками.

## Персонаж
- Кемоклидзе Г. Салин: роман. Ярославль, 2009.
- "Мятеж" (телесериал, 2020).